# Wally Funk
Pour les articles homonymes, voir Funk.
Wally Funk, de son vrai nom Mary Wallace Funk (née le 1er février 1939 à Las Vegas au Nouveau-Mexique) est une aviatrice et astronaute américaine et ambassadrice de bonne volonté. Elle est la première femme enquêtrice en sécurité aérienne pour le Conseil national de la sécurité des transports, la première instructrice de vol à Fort Sill, dans l'Oklahoma, et la première femme inspectrice de la Federal Aviation Agency, ainsi que l'une des membres du groupe Mercury 13. Elle effectue un vol suborbital lors de la mission Blue Origin NS-16 en juillet 2021 à l'âge de 82 ans, ce qui a fait d'elle, à ce moment, la personne la plus âgée à être allée dans l'espace.

## Jeunesse
Funk est née à Las Vegas, au Nouveau-Mexique, en 1939 et a grandi à Taos, au Nouveau-Mexique. 
Enfant, Funk reçoit sa première leçon de pilotage à l'âge de 9 ans.

## Éducation et école de pilotage
Funk termine le lycée à l'âge de 16 ans et entre au Stephens College de Columbia dans le Missouri. 
Funk est diplômée de l'université d'État de l'Oklahoma, où elle obtient de nombreuses qualifications comme pilote d'avion et instructrice de vol. Funk fait partie des « Flying Aggies » et reçoit plusieurs trophées.

## Carrière aéronautique
À l'âge de 20 ans, Funk devient une aviatrice professionnelle. Elle occupe son premier emploi à Fort Sill, en Oklahoma, comme instructrice civile de vol auprès des sous-officiers et officiers de l'armée américaine. À l'époque, Funk est la seule femme instructrice de vol d'une base militaire américaine. 
En tant qu’instructrice de vol professionnelle, elle a accompagné plus de 700 étudiants et environ 2000 pilotes privés et commerciaux. 

### Mercury 13

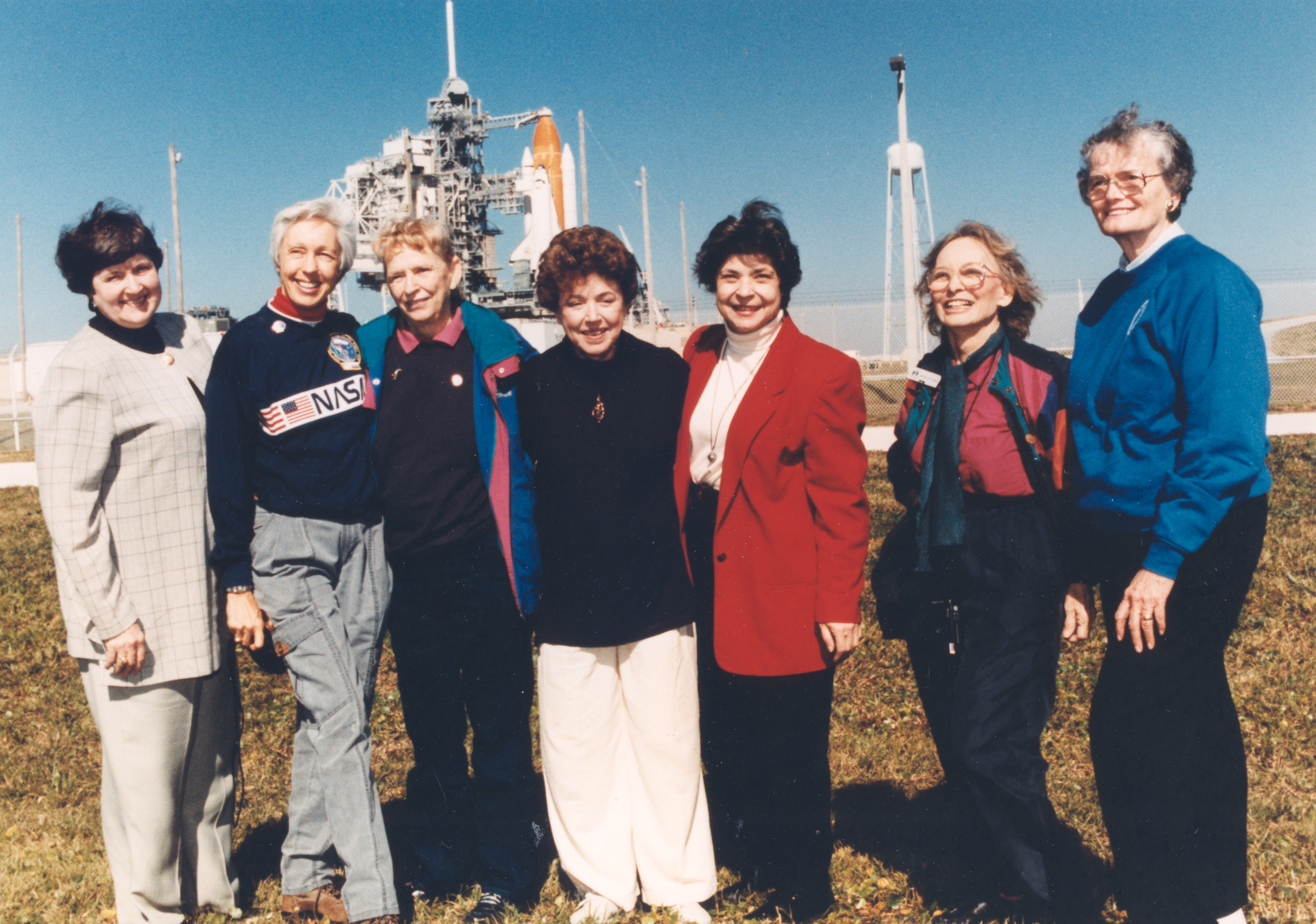
7 membres de Mercury 13 devant la navette spatiale en 1995 (Wally Funk est la 2e en partant de la gauche).

En février 1961, Funk se porte volontaire pour le programme « Femmes dans l'espace ». Ce programme est dirigé par William Randolph Lovelace et bénéficie du soutien de la NASA. Bien que plus jeune que la tranche d’âge fixée entre 25 et 40 ans, Funk est invitée à y participer. Vingt-cinq femmes ont été invitées, 19 inscrites et 13 obtiennent leur diplôme, dont Funk, qui est la plus jeune à 21 ans. Le groupe de femmes se nomme Mercury 13. 
Comme les autres participantes au programme, Funk est soumise à des tests physiques et mentaux rigoureux. Funk réussit les tests et se qualifie pour aller dans l'espace. Le programme est finalement annulé avant que les femmes ne subissent les derniers tests.

### Après Mercury 13
Après l’annulation du programme Mercury 13, Funk devient ambassadrice de bonne volonté, parcourant plus de 300 000 km à travers le monde. Elle obtient la qualification d'instructrice de vol aux États-Unis pour la Federal Aviation Administration (FAA). Elle est la première femme à terminer l'Académie des inspecteurs de l'aviation générale de la FAA en 1971. Elle devient enquêtrice de la sécurité aérienne pour le National Transportation Safety Board en 1974, première femme à recevoir ce titre. En 1995, lorsque Eileen Collins devient la première femme à piloter une navette spatiale dans l'espace, Funk est trop âgée pour se qualifier comme pilote de navette spatiale. 

### Vol suborbital (2021)
Funk continue de rêver d'aller dans l'espace. En 2012, elle a acheté le ticket pour être l'une des premières personnes à voler dans l'espace grâce aux vols suborbitaux de Virgin Galactic. L’argent du vol provient des droits du livre et du film de Funk, ainsi que de l’argent de la famille. Elle apprend à piloter un hélicoptère Black Hawk en 2012. Elle vit à Roanoke, au Texas. 
Le 20 juillet 2021, Wally Funk a participé au premier vol suborbital de New Shepard, Blue Origin NS-16. Au cours de ce vol, elle a atteint l'altitude de 107 km, dépassant la ligne de Kármán qui marque conventionnellement l'entrée dans l'espace. Elle devient à cette occasion la personne la plus âgée à être allée dans l'espace. C'était aussi la première fois que l'équipage du premier vol habité d'un nouveau véhicule spatial comportait une femme.